# Mikroregion Poços de Caldas

Mikroregion Poços de Caldas

Mikroregion Poços de Caldas – mikroregion w brazylijskim stanie Minas Gerais należący do mezoregionu Sul e Sudoeste de Minas.

## Gminy
- Albertina
- Andradas
- Bandeira do Sul
- Botelhos
- Caldas
- Campestre
- Ibitiúra de Minas
- Inconfidentes
- Jacutinga
- Monte Sião
- Ouro Fino
- Poços de Caldas
- Santa Rita de Caldas